# آتیلا زکرنیسی
آتیلا زکرنیسی (انگلیسی: Attila Szekrényessy؛ ۲۰ ژانویهٔ ۱۹۱۳ – ۲۱ ژانویهٔ ۱۹۹۵) اسکیت‌باز نمایشی اهل مجارستان بود.